# 緑の回廊

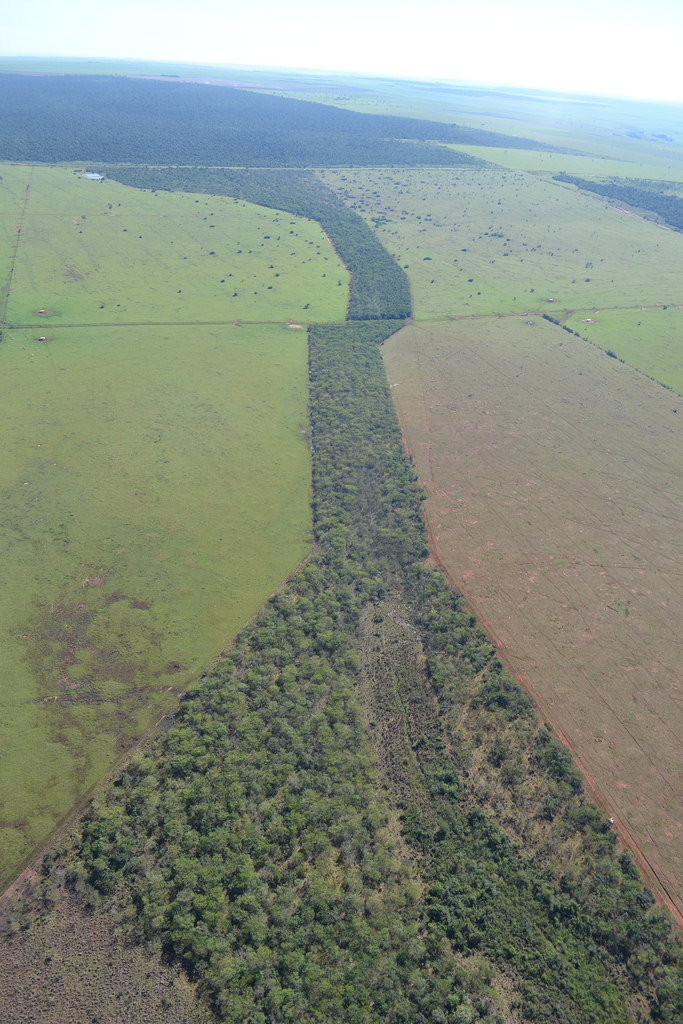
ブラジルにある緑の回廊

緑の回廊（みどりのかいろう、英: green corridor）は、自然生態系の保護に関する生態学の用語であり、ヒトの生活圏によって分断された野生生物の生息地間をつなぎ、主に動物種の移動を可能とすることで生物多様性を確保するための植物群落や水域の連なりを指す。人工的に設けられたものを指す場合が多いが、同様の効果を持つものならば意図せず形成されたものに対しても用いられる。「水と緑の回廊」や「緑のコリドー」とも呼ばれる。

## 役割
すべての動物は生息するために、一定面積の土地を必要とする。個体の必要量よりも、行動可能範囲内で採れる餌の量が少なければ、しだいに飢えて、やがては餓死に到る。動物の種により必要とする土地の面積は異なるが、草食動物や肉食動物等、いずれの場合にも当てはまる。近親交配による遺伝形質の劣化（近交退化）を避けながら、安定的に繁殖し続けるためには、少なくとも数十個体からなる個体群が必要で、個体群の持続のための土地面積は、個体の場合の数十倍になる。
人為的な自然破壊等で、個体群の持続のために必要な植物群落などの生息地の面積が不足し、他の生息地との行き来ができない場合、その個体群はやがて死滅する。例えば、ムササビのように地上に降りることにストレスを感じる動物は、地面を走るにしても、ごく近い距離にない限り、隣の森林へ自発的に移動することはない。仮に、総計では個体群維持に必要なだけの面積の土地が残っていても、それが細分化されていればその個体群は生存できず、生物多様性は減少する。
生物多様性を確保するには広くまとまった生息地を残すことが望ましいが、人間の経済活動などと対立すると多くの場合は困難となる。次善の策として、残された生息地間に人為的に植物を植えて植物群落でつないだり、水路等を設けることにより、動物が生息地間を行き来できるようにする。このような植物群落などを緑の回廊と言う。占有面積を少し増やすだけで効果は大きいとされ、生息地間の動物の行き来が増えるだけでなく、動物を媒介とした植物の授粉や種の拡散も促進される。

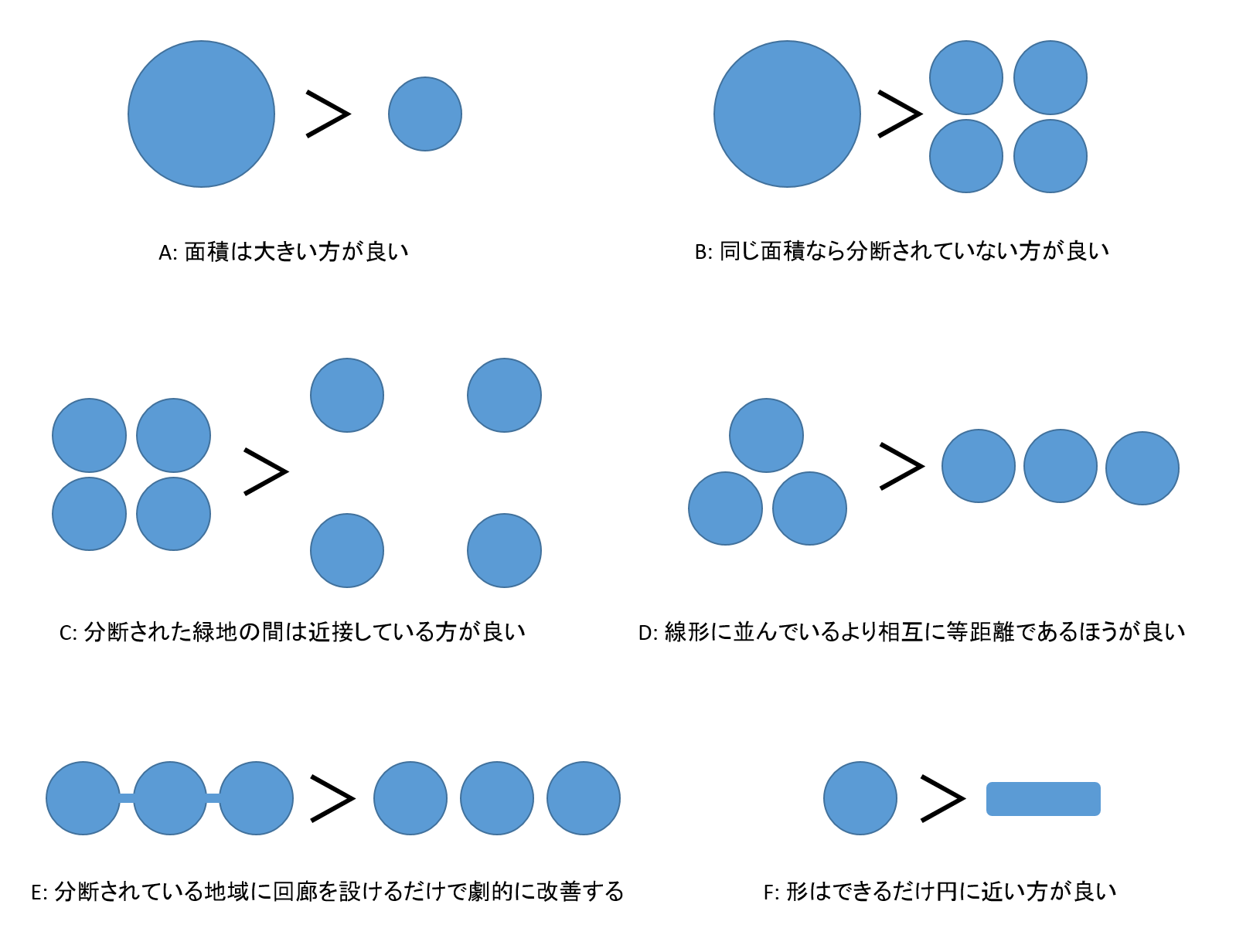
生態保全のための保護区の設定において考慮すべき６原則。Eが緑の回廊に相当する。

水棲の動物でも水域をつなぐことで、同様の効果が得られるが、トンボなど繁殖のため通常の生息地から一定の距離以内の水面を必要とする動物の場合は、水面を設けることで、個体群が維持され、分布を広げることができるので、水と緑の回廊と言うこともある。

## 用例
公園などの緑地や街路樹の活用も試みられており相応の効果も期待できるが、こういった高々数m程度の幅しかない緑が多い歩道などを「緑の回廊」と呼ぶのは、最低でもkmレベルの幅を必要とする生態学の用語としては完全な誤りである。また、人工的に設けられたものだけでなく、自然の森林が大きな森林地帯の間をつないでいる場合も「緑の回廊」と呼ぶことがある。